# Santiago Nuyoó
Santiago Nuyoó är en kommun i Mexiko.   Den ligger i delstaten Oaxaca, i den sydöstra delen av landet, 300 km sydost om huvudstaden Mexico City. Antalet invånare är 403.
Följande samhällen finns i Santiago Nuyoó:
- Loma Bonita de Juárez
- Yucunino de Guerrero
- Unión y Progreso
- Tierra Azul
- Yucubey de Cuitláhuac
- Gitoyuba